# José María Vigil (escritor)
José María Vigil (Guadalajara, Jalisco, 11 de octubre de 1829 - Ciudad de México, 18 de febrero de 1909) fue un periodista, catedrático, magistrado, diputado, bibliotecario, editor, escritor, traductor, historiador y académico mexicano. Fue director del Archivo General de la Nación, de la Biblioteca Nacional de México y de la Academia Mexicana de la Lengua.

## Semblanza biográfica
Realizó sus estudios en el Seminario de Guadalajara y estudió Leyes en la Universidad de Guadalajara, aunque no concluyó sus estudios, pues prefirió dedicarse al periodismo. Fue simpatizante del Partido Liberal, a quien apoyó de manera abierta —después de la caída del gobierno de  Antonio López de Santa Anna— publicando artículos en el periódico La Esperanza.  Hacia 1855 impartió clases de latín y filosofía en el Liceo del Estado de Jalisco. En 1861 fue oficial mayor de la Secretaría del Congreso; durante su gestión organizó la Biblioteca Pública del Estado. 
Durante la intervención francesa se exilió a los Estados Unidos y publicó artículos apoyando la causa nacional en el periódico El Nuevo Mundo. En 1867, con la República restaurada, regresó a México, ejerció la docencia impartiendo clases en la Escuela Nacional Preparatoria y en una secundaria de niñas. Colaboró para el periódico El Siglo Diez y Nueve, en 1873 fue fundador de El Porvenir y en 1878 fue redactor en El Monitor Republicano.
Fue elegido diputado federal al Congreso de la Unión en cinco ocasiones. En 1875, fue magistrado de la Suprema Corte de Justicia de la Nación. Fue director del Archivo General de la Nación. En 1880, asumió la dirección de la Biblioteca Nacional de México. Organizó y clasificó una gran cantidad de fondos y volúmenes. Bajo su gestión, en 1884, se inauguró el servicio al público en el Salón Mayor y se creó el Instituto Bibliográfico Mexicano en 1899. Fue miembro correspondiente de la Real Academia Española. En 1882 publicó la Revista Filosófica exponiendo sus ideas contrarias al positivismo de Gabino Barreda.
En 1881 fue elegido miembro de número de la Academia Mexicana de la Lengua, fue el primer ocupante de la silla XV. Fue nombrado bibliotecario en 1883 y director en 1894, ejerció ambos puestos hasta la fecha de su muerte. Realizó traducciones de Persio, Marcial, Petrarca, Schiller y Ronsard. Murió en la Ciudad de México el 18 de febrero de 1909.

## Obras publicadas
- Realidades y quimeras, poesía, en 1857.
- Las glorias de la patria, en 1862.
- Flores de Anáhuac, poesía en 1866.
- Ensayo histórico del Ejército de Occidente, coautor en 1874.
- "Historia de la Reforma" y "La Intervención y el Imperio",  los cuales conforman el tomo V de la enciclopedia México a través de los siglos, 1880.
- La señora doña Isabel Prieto de Landázuri: estudio biográfico y literario, en 1882.
- La mujer mexicana, 1893.
- Antología de poetisas mexicanas, edición en 1893.
- Antología de poetas mexicanos, edición en 1894.
- Literatura mexicana, reseña histórica en 1894.
- XXX epigramas de Marcial, traducción en 1899
- Lope de Vega: impresiones literarias, estudio en1904.